# Фернкорн, Антон Доминик
Антон Доминик Фе́рнкорн (нем. Anton Dominick Ritter von Fernkorn; 17 марта 1813[…], Эрфурт — 16 ноября 1878 или 15 ноября 1878, Вена) — австрийский скульптор.

## Биография
Фернкорн учился у Людвига Михаеля Шванталера в Мюнхене. В 1840 году переехал в Вену. В Вене Фернкорн заново открыл барочную скульптуру, и примером тому служит его конная скульптура эрцгерцога Карла (1859), одержавшего победу над Наполеоном в Асперн-Эсслингская битве. 

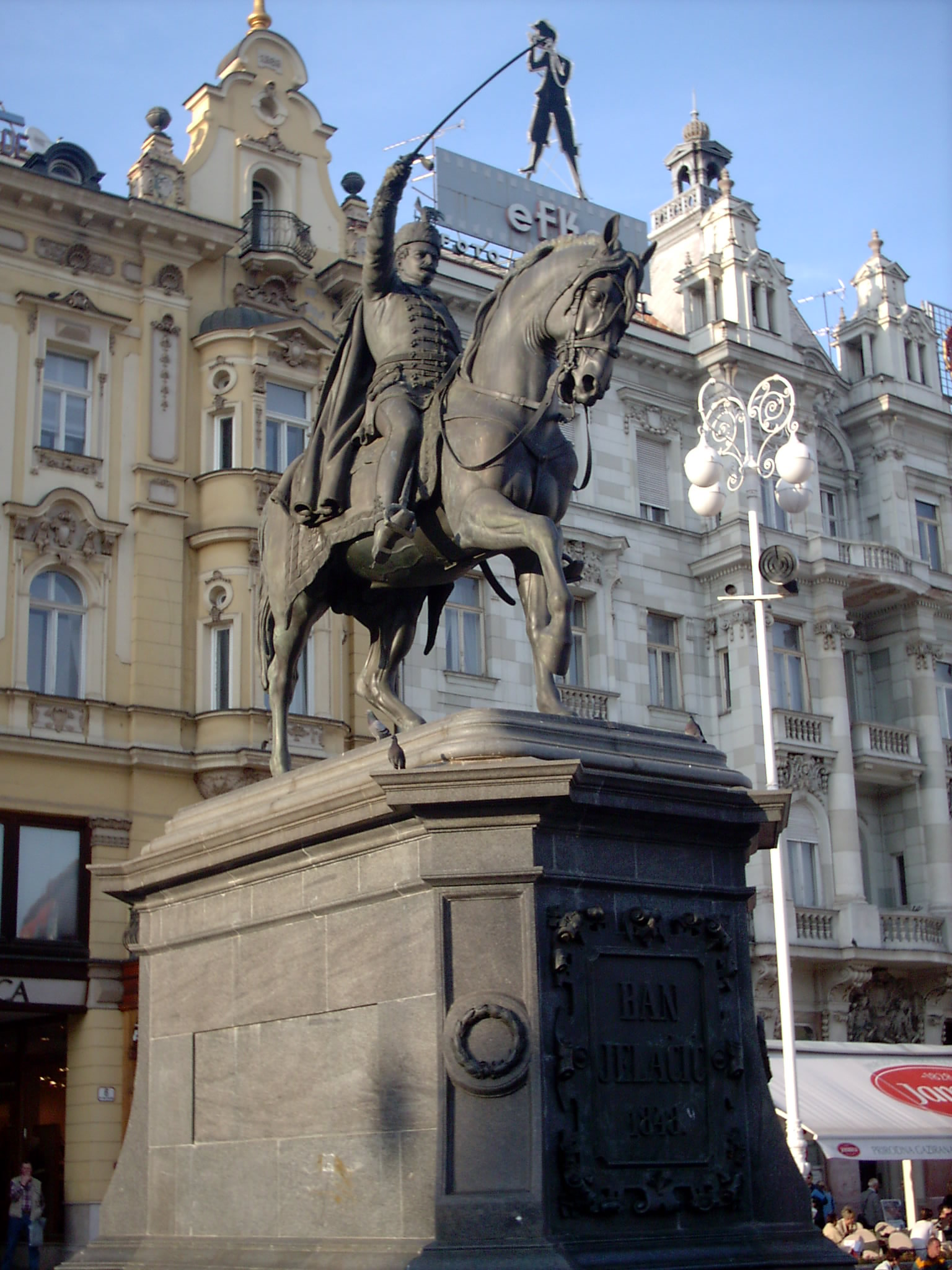
Статуя бана Йосипа Елачича на одноимённой площади в центре Загреба

Конная статуя Евгения Савойского оказалась менее удачной и ко времени её открытия в 1865 году психическое расстройство, от которого страдал Фернкорн, не позволило скульптору продолжить своё творчество. 
Фернкорн также известен своими скульптурными портретами, в том числе бюстом Франца Иосифа I и памятником «Аспернский лев».
Фернкорн также заведовал императорской литейной мастерской в Вене.
Надгробие самого Фернкорна, созданное скульптором Йозефом Байером, находится на Центральном кладбище в Вене и представляет собой рельефный портрет скульптора в рабочей одежде с инструментами в руках.